# Рибачук-Прач Галина Іванівна
Гали́на Іванівна Рибачу́к-Прач (народилася 23 квітня 1960 в селі Добре Камінь-Каширського району Волинської області) — українська поетеса і прозаїк, автор п'яти збірок поезії, дев'яти збірок оповідань для дітей. Має літературні нагороди.

## До життєпису
Народилася в родині Прача Івана Даниловича та Прач (Угонь) Марії Климівни.
За фахом — фельдшер-лаборант. Мешкає у Вінниці. 
Захоплюється вишивкою, фотографією.
Має доньку Наталію й онука Назара.

## Творчість
Автор збірок поезій:
- «Вірю, надіюсь, молюсь…»,
- «Україно, моя ти доле» (2016),[1]
- «Любов'ю слова»,
- «Помолюся за любов»,
- «Матриця пам’яті» ,Вінниця, ТОВ «Нілан-ЛТД», 2021, 112 с. ISBN : 978-966-924-880-0

Автор збірок пригодницьких оповідань для дітей:
- «Маленький мандрівник»,
- «Святкові пригоди маленького мандрівника»,
- «Пригоди в курнику та інші…»,
- «Капітан Одеса»,
- «Грибні історії».
- «Чарівний кашкетик. Долина равликів», Житомир:  Вид.О.О.Євенок, 2020.-32 с. ISBN 978 966-995-070-3
- «Пригоди  кажанчиків», Вінниця: ТВОРИ, 2021. 24с. ISBN 978-966-949-896-0
- «Розповіді», Житомир: Видавництво ТОВ «Видавничий дім «Бук-Друк», 2022.-36 с. ISBN 978-617-8085-48-3
- «Фарадей та інші пухнастими», Вінниця:ФОП  Добрянська О.Г. ТОВ:  «ДРУК-ПЛЮС»,2023. -32 ст. ISBN 978-617-95332-0-4

Твори друкувалися у багатьох колективних збірках, серед яких:
- Галина Рибачук–Прач: «Тріпотять пелюстки», ст. 65 // Літературно – мистецький альбом: «Буг то є Бог» (Серія»Краса України Поділля»). Вінниця:ТОВ «ТВОРИ», 2022. - 96ст. ISBN 978-617-552-155-7
- Галина Рибачук-Прач: Новели:  «Місячна соната» , «Поза часом або кохання без кордонів» «За обрії». Ст:140 - 144 // «Антологія  сучасної новелістики та лірики України» 2020, Вид: «Склянка часу» Канів, 2021, 195 с. ISBN 978-617-7425-63-1
- перший і другий випуски колективної збірки «Поетична топоніміка»[2].

Більш як 30 віршів Галини Рибачук-Прач покладені на музику.

## Відзнаки
- Диплом 1-ступеня IV Всеукраїнського літературного конкурсу імені Леся Мартовича, номінація «Дитяча книга».
- Переможець конкурсу «Обранці небес», присвяченого Василю Стусу, номінація «Проза».
- 3-є місце в поетичному марафоні «Просто на покрову».
- Диплом № 1 «Червоної троянди» за ліричні вірші (Німеччина).

Дипломант фестивалів «Підкова Пегаса», «Малахітовий носоріг», «Мовою серця».